# Rāmiu Taung
Rāmiu Taung är ett berg i Bangladesh. Det ligger i den sydöstra delen av landet, 270 km sydost om huvudstaden Dhaka. Toppen på Rāmiu Taung är 882 meter över havet, eller 448 meter över den omgivande terrängen. Bredden vid basen är 19,5 km.
Terrängen runt Rāmiu Taung är huvudsakligen kuperad. Runt Rāmiu Taung är det ganska glesbefolkat, med 34 invånare per kvadratkilometer..
I omgivningarna runt Rāmiu Taung växer i huvudsak städsegrön lövskog.